# 彭新华
彭新华（1978年6月—)，女，湖南湘阴县人。中华人民共和国科学家。

## 生平
1994年，考入湖南师范大学物理系，2003年，获得中国科学院武汉物理与数学研究所博士学位，并获2003年度中国科学院院长优秀奖学金。2003年8月至2005年8月，作为洪堡学者在德国多特蒙德大学从事合作研究，之后继续在德从事科研。2008年4月，被中国科学技术大学“百人计划”引进聘为教授。
她从事磁共振自旋体系的作量子计算与量子信息处理的实验研究工作，对量子力学基本问题（互补原理）的理论和实验的研究和利用量子信息技术来模拟凝聚态物理学里面的重要物理现象（量子相变），也包括量子态信息的传输以及新的量子计算模型的探索等。
2015年12月22日，获得由第十二届“中国青年女科学家奖”。